# US-amerikanische Badmintonmeisterschaft 2016
Die US-amerikanische Badmintonmeisterschaft 2016 fand vom 3. bis zum 5. Juni 2016 im Palm Beach County Convention Center in West Palm Beach, Florida, statt.

## Medaillengewinner
| Disziplin    | Gold                        | Silber                           | Bronze                        |
| ------------ | --------------------------- | -------------------------------- | ----------------------------- |
| Herreneinzel | Charles Gu                  | Sattawat Pongnairat              | Hendry Winarto                |
| Dameneinzel  | Zhang Beiwen                | Ariel Lee                        | Advika Ganesh                 |
| Herrendoppel | Mu He Ricky Liuzhou         | Phillip Chew Sattawat Pongnairat | Charles Gu Sheng Lyu          |
| Damendoppel  | Jing Yu Hong Zhang Beiwen   | Ariel Lee Sydney Lee             | Deepti Reddy Wang Yen-Fang    |
| Mixed        | Phillip Chew Jamie Subandhi | Yoga Pratama Zhang Beiwen        | Abhishek Ahlawat Jing Yu Hong |